# Murilo Benício
Murilo Benício Ribeiro, né le 13 juillet 1971 à Niterói, est un acteur brésilien.

## Filmographie partielle

### À la télévision

#### Telenovelas/Séries
(mars 2023).
- 2014 Generación Brasil - Jonas
- 2012 Avenida Brasil - Tufão (Jorge Tifón)
- 2010 Ti Ti Ti - Ariclenes Martins/Victor Valentim
- 2009-2010 Asuntos internos(serie)- Teniente Wilson
- 2008-2009 A Favorita - Eduardo Gentil (Dodi)
- 2006 Pé na Jaca - Arthur Fortuna ("Tutu")
- 2005 América - Sebastião Higino ("Tião")
- 2003-2004 Chocolate com Pimenta - Danilo Rodrigues Albuquerque
- 2001-2002 Le Clone - Diogo Ferraz/Lucas Ferraz/Léo (Leandro Edvaldo)
- 2001 Brava Gente (participación especial) - A Coleira do Cão - Delegado Vilela
- 2001 Os Normais (participación especial)- Todos São Normais - Tato
- 2000 Esplendor - Cristóvão Rocha
- 1998 Meu Bem Querer - Antônio Mourão
- 1997 Por Amor - Leonardo Barros Mota
- 1997 A Comédia da Vida Privada (participación especial)(Anchietanos) - Chico
- 1996 Vira-lata - Bráulio Vianna/Dráuzio
- 1994 Irmãos Coragem - Juca Cipó
- 1994 A Comédia da Vida Privada (participación especial)(Mãe é Mãe) - Marco Antônio
- 1993 Fera Ferida - Fabrício

### Au cinéma
- 1997 : Os Matadores de Beto Brant :  : Toninho
- 2000 : Amour, piments et bossa nova (Woman on top)